# Nicrophorus antennatus
Nicrophorus antennatus är en skalbaggsart som först beskrevs av Edmund Reitter 1884.  Nicrophorus antennatus ingår i släktet Nicrophorus och familjen asbaggar. Inga underarter finns listade i Catalogue of Life.